# Luis Fernando Díaz
Luis Fernando Díaz Marulanda (Barrancas, 13 januari 1997) is een Colombiaans voetballer die doorgaans als aanvaller speelt. In 2018 debuteerde Díaz voor Colombia.

## Clubcarrière

### Colombia
Díaz speelde twee seizoenen voor Barranquilla, dat op het op een na hoogste niveau in Colombia uitkomt. In 2017 werd hij verkocht aan Atlético Junior. Op 27 augustus 2017 debuteerde de Colombiaan in de competitiewedstrijd tegen Once Caldas. Zijn eerste competitiedoelpunt maakte hij op 4 februari 2018 tegen Atlético Bucaramanga. In 2018 dwong hij een vaste basisplaats af en kreeg hij het rugnummer 10. Díaz maakte in 2018 dertien doelpunten in achtendertig competitieduels.

### FC Porto
Op 10 juli 2019 tekende Díaz voor vijf seizoenen bij FC Porto voor een bedrag van 7 miljoen euro. Ook Zenit St. Petersburg was geïnteresseerd in de Colombiaan, maar Díaz werd door landgenoten Radamel Falcao en James Rodríguez, die beide ook bij Porto gespeeld hebben, overtuigd naar Portugal te verhuizen. Díaz gaf ook toe dat hij voor zijn overstap naar Porto een pre-contract had getekend bij Cardiff City, maar die deal is niet doorgegaan.  Hij maakte op 7 augustus zijn debuut in de UEFA Champions League-kwalificatiewedstrijd tegen het Russische FK Krasnodar. In 2,5 seizoen bij Porto kwam hij tot 125 wedstrijden en 41 goals. Vooral in zijn laatste seizoen was hij op stoom, met veertien goals in achttien competitiewedstrijden. Dat trok de aandacht van een aantal Engelse topclubs.

### Liverpool
Op 30 januari 2022 werd bekend dat Díaz een contract voor vijf seizoenen had getekend bij Liverpool. De club betaalde 45 miljoen euro aan Porto, dat door bonussen kon oplopen tot 60 miljoen. Oorspronkelijk was het plan van Liverpool om Díaz in de daaropvolgende zomer te halen, maar door de verregaande interesse van concurrent Tottenham Hotspur besloot Liverpool zijn plannen naar voren op te schuiven. Op 6 februari maakte hij zijn debuut voor de club in de FA Cup-wedstrijd tegen Cardiff City, waar hij na 58 minuten inviel voor Curtis Jones. Hij gaf die wedstrijd meteen een assist voor de goal van Takumi Minamino en won met 3-1. Op 19 februari scoorde hij zijn eerste goal voor Liverpool in de Premier League-wedstrijd tegen Norwich City. Díaz scoorde dat seizoen zowel in de kwartfinale als de halve finale van de Champions League, tegen respectievelijk Benfica en Villarreal. In zijn eerste halfjaar in Engeland was Diaz goed voor zes goals en vijf assists in 26 wedstrijden. Hij speelde 65 minuten in de met 1-0 verloren UEFA Champions League-finale tegen Real Madrid.
Op 30 juli 2022 speelde Diaz 90 minuten in de met 3-1 gewonnen Community Shield tegen Manchester City. In de eerste veertien wedstrijden van het seizoen was Diaz met vier goals en vier assists belangrijk voor Liverpool, waaronder twee goals in een 9-0 overwinning op AFC Bournemouth. Op 9 oktober tegen Arsenal verliet Diaz echter na veertig minuten met een knieblessure het veld. Hij maakte op 17 april 2023 tegen Leeds United (1-6 overwinning) als invaller zijn rentree. Op 30 april scoorde Diaz een goal in een doelpuntrijke 4-3 overwinning op Tottenham Hotspur. 
Aan het begin van het seizoen 2023/24 nam Diaz het rugnummer 7 over van de naar Brighton & Hove Albion vertrokken James Milner. Diaz scoorde de eerste Liverpool-goal van het seizoen in een 1-1 gelijkspel tegen Chelsea. Op 29 oktober 2023 werden de ouders van Diaz, Cilenis Marulanda en Luis Manuel 'Mane' Diaz bij een tankstation in een woonplaats in Barrancas gekidnapt door mannen op moterfietsen. Zijn moeder werd een dag later gered door de politie. Diaz was afwezig voor de eerstvolgende wedstrijd tegen Nottingham Forest, waarin Diogo Jota na zijn doelpunt het shirt van Diaz omhoog hield. Op 5 november keerde Diaz terug bij Liverpool en als invaller tegen Luton Town (1-1) redde hij een punt voor Liverpool met een doelpunt. Vier dagen later werd Diaz' vader vrijgelaten door de kidnappers.  

## Clubstatistieken
| Seizoen        | Club            | Competitie     | Competitie | Competitie | Beker | Beker | Internationaal | Internationaal | Nacompetitie | Nacompetitie | Totaal | Totaal |
| Seizoen        | Club            | Competitie     | Wed.       | Dlp.       | Wed.  | Dlp.  | Wed.           | Dlp.           | Wed.         | Dlp.         | Wed.   | Dlp.   |
| -------------- | --------------- | -------------- | ---------- | ---------- | ----- | ----- | -------------- | -------------- | ------------ | ------------ | ------ | ------ |
| 2016           | Barranquilla    | Primera B      | 19         | 2          | 2     | 0     | —              | —              | —            | —            | 21     | 0      |
| 2017           | Barranquilla    | Primera B      | 15         | 1          | 6     | 0     | —              | —              | —            | —            | 21     | 1      |
| 2017           | Atlético Junior | Primera A      | 12         | 0          | 7     | 0     | 4              | 1              | —            | —            | 23     | 1      |
| 2018           | Atlético Junior | Primera A      | 38         | 13         | 2     | 0     | 19             | 3              | —            | —            | 59     | 16     |
| 2019           | Atlético Junior | Primera A      | 17         | 2          | 2     | 0     | 5              | 0              | 2            | 1            | 26     | 3      |
| 2019/20        | FC Porto        | Primeira Liga  | 29         | 6          | 11    | 4     | 10             | 4              | 0            | 0            | 50     | 14     |
| 2020/21        | FC Porto        | Primeira Liga  | 30         | 6          | 7     | 2     | 9              | 2              | 1            | 1            | 47     | 11     |
| 2021/22        | FC Porto        | Primeira Liga  | 18         | 14         | 4     | 0     | 6              | 2              | 0            | 0            | 28     | 16     |
| 2021/22        | Liverpool       | Premier League | 13         | 4          | 6     | 0     | 7              | 2              | 0            | 0            | 26     | 6      |
| 2022/23        | Liverpool       | Premier League | 17         | 4          | 0     | 0     | 3              | 1              | 1            | 0            | 21     | 5      |
| 2023/24        | Liverpool       | Premier League | 25         | 6          | 5     | 2     | 4              | 2              | 0            | 0            | 34     | 10     |
| Carrièretotaal | Carrièretotaal  | Carrièretotaal | 233        | 58         | 51    | 8     | 67             | 17             | 6            | 3            | 357    | 86     |

Bijgewerkt op 22 februari 2024.

## Interlandcarrière
Díaz werd op 27 augustus 2018 voor het eerst opgeroepen voor interlands met Colombia. Hij debuteerde op 11 september 2018 als international, in een oefeninterland tegen Argentinië (0–0). Hij viel die wedstrijd in de 78e minuut in voor Juan Cuadrado. Díaz behoorde tot de Colombiaanse selectie op de Copa América 2019, zijn eerste eindtoernooi. Hierop kwam hij drie wedstrijden in actie.
1 Neuer  ·
2 Upamecano ·
3 Kim ·
6 Kimmich ·
7 Gnabry ·
8 Goretzka ·
9 Kane ·
10 Sané ·
11 Coman ·
15 Dier ·
16 Palhinha ·
17 Olise ·
18 Peretz ·
19 Davies ·
21 Ito ·
22 Guerreiro ·
23 Boey ·
24 Vidović ·
25 Müller ·
26 Ulreich ·
27 Laimer ·
28 Buchmann ·
40 Urbig ·
42 Musiala ·
44 Stanišić ·
45 Pavlović ·
Coach: Kompany
· Assistent-coach: Danks